# Chris Bartley
Christopher Roger "Chris" Bartley (født 2. februar 1984 i Wrexham, Wales) er en walisisk roer.
Bartley vandt en sølvmedalje for Storbritannien i letvægtsfirer ved OL 2012 i London, sammen med brødrene Richard og Peter Chambers samt Rob Williams. Briterne kom ind på andenpladsen i finalen, hvor Sydafrika vandt guld, mens Danmark tog bronzemedaljerne. Han var også med i båden ved OL 2016 i Rio de Janeiro, hvor briterne sluttede på 7. pladsen.
Bartley vandt desuden en VM-guldmedalje i letvægtsfirer ved VM 2010 i New Zealand.

## OL-medaljer
- 2012:  Sølv i letvægtsfirer